# Charidotella sexpunctata
Charidotella sexpunctata är en skalbaggsart som först beskrevs av Fabricius 1781.  Charidotella sexpunctata ingår i släktet Charidotella och familjen bladbaggar.

## Underarter
Arten delas in i följande underarter:
- C. s. sexpunctata
- C. s. bicolor